# Bramshaw
Bramshaw – wieś w Anglii, w hrabstwie Hampshire, w dystrykcie New Forest. Leży 22 km na południowy zachód od miasta Winchester i 122 km na południowy zachód od Londynu.